# Старе місто (Единбург)
55°56′51″ пн. ш. 3°11′30″ зх. д. / 55.947572222222° пн. ш. 3.1916305555556° зх. д.
Старе місто в Единбурзі (англ. Old Town) — історичний центр шотландської столиці, внесений до списку Всесвітньої спадщини ЮНЕСКО разом з Новим містом у стилі класицизму та частиною Вест-Енду з жорстокою забудовою. Зберегло безліч середньовічних будівель та споруд періоду Реформації.
Розташоване між Единбурзьким замком та колишнім Холірудським абатством (нині на його місці стоїть Холірудський палац). Головною артерією Старого міста є Королівська Міля, яка складається з низки середньовічних вулиць. До неї з обох боків сходяться вулички і глухий кут, так що Королівська Міля нагадує за формою риб'ячий хребет. Королівська Міля є однією з найголовніших визначних пам'яток Единбурга, тут розташовані Сент-Джайлс і Хаб, а також велика кількість невеликих магазинчиків, що продають традиційні для Шотландії віскі, кілти та інші сувеніри.
До інших визначних пам'яток історичного центру можна віднести Единбурзький університет, Королівський музей Шотландії, Шотландський центр спадщини віскі, кілька церков та безліч історичних споруд. Також у межах Старого міста знаходиться Грассмаркет, що славиться численними пабами.
Більшість будівель Старого міста збереглися з часів будівництва та є типовими зразками середньовічної архітектури. Будинки виготовлені з каменю, для них типові численні високі вікна. Багато будинків покриті кіптявою, що залишилася з Середніх віків, коли будинки опалювали вугіллям і дровами, тому в Старому місті переважає сірий колір. Нові будівлі відрізняє поверховість — у пізньому Середньовіччі населення міста суттєво зросло, для розміщення городян будували вищі будинки. 
На початку XVIII століття у Старому місті проживали близько 80 000 осіб, у наші дні – близько 20 000.